# Drosophila angularis
Drosophila angularis är en tvåvingeart som beskrevs av Toyohi Okada 1956. Drosophila angularis ingår i släktet Drosophila och familjen daggflugor.
Artens utbredningsområde är Japan och Koreahalvön.